# Alexis Pontvik
Lillebror Alexis Pontvik, född 4 juli 1951 i Stockholm, är en svensk arkitekt.
Pontvik studerade vid Gewerbeschule i Bern, Kunstakademie i Düsseldorf och Architectural Association i London/RIBA. Han var bedrivit egen arkitektverksamhet i Alexis Pontvik Arkitektateljé AB och Pontvik Arkitekter AB. Han var varit handledare i design vid Kingston Polytechnic i London samt lärare och årskursansvarig för årskurs 3 vid Kungliga Tekniska högskolan. Han var inbjuden till arkitekttävling om nytt stadsbibliotek i Malmö 1992 och deltog i en internationell tävling om Dufour University i Genève 1996. han invaldes som ledamot av Kungliga Akademien för de fria konsterna 2009.

## Verk i urval
- Tillbyggnad av Cooper House i London 1981–1983
- The Nordbo House tillsammans med P. Haaland i Haugesund 1984
- Haugesunds teater och konsterhus i Haugesund 1984–1985, tillsammans med P. Haaland & Brekke
- Ombyggnad av lägenheter i Birkastan 1989–1991
- Cooper III, en villa i Ojai, Kalifornien, 1990
- Cooper V; The Pentagon i Los Angeles, 1992–1993
- Konstmuseum i Uddevalla 1999
- Sommarhus Jonforsen i Valdemarsvik 2001